# Al-Qadisiyya Club
L'Al-Qadsiah Club (in arabo نادي القادسية‎?, Nādī al-Qādsiah) è una società calcistica saudita di Khobar, fondata nel 1967. Milita nella Lega saudita professionistica, la massima serie del campionato saudita di calcio.

## Organico

### Rosa
| N. |                           | Ruolo | Calciatore             |
| -- | ------------------------- | ----- | ---------------------- |
| 1  | Belgio (bandiera)         | P     | Koen Casteels          |
| 2  | Arabia Saudita (bandiera) | D     | Mohammed Aboulshamat   |
| 4  | Arabia Saudita (bandiera) | D     | Jehad Thakri           |
| 5  | Argentina (bandiera)      | C     | Ezequiel Fernández     |
| 6  | Spagna (bandiera)         | D     | Nacho                  |
| 7  | Arabia Saudita (bandiera) | C     | Turki Al-Ammar         |
| 8  | Uruguay (bandiera)        | C     | Nahitan Nández         |
| 11 | Arabia Saudita (bandiera) | D     | Abdullah Hazazi        |
| 14 | Arabia Saudita (bandiera) | D     | Saif Rajab             |
| 15 | Arabia Saudita (bandiera) | C     | Hussain Al-Qahtani     |
| 16 | Ghana (bandiera)          | C     | Christopher Bonsu Baah |
| 17 | Uruguay (bandiera)        | D     | Gastón Álvarez         |
| 18 | Arabia Saudita (bandiera) | C     | Haitham Asiri          |

| N. |                           | Ruolo | Calciatore             |
| -- | ------------------------- | ----- | ---------------------- |
| 23 | Arabia Saudita (bandiera) | D     | Abdullah Hassoun       |
| 24 | Arabia Saudita (bandiera) | D     | Mohammed Qasem         |
| 25 | Arabia Saudita (bandiera) | P     | Abdulaziz Al-Awairdhi  |
| 28 | Arabia Saudita (bandiera) | P     | Ahmed Al-Kassar        |
| 30 | Spagna (bandiera)         | C     | Iker Almena            |
| 32 | Italia (bandiera)         | A     | Mateo Retegui          |
| 33 | Messico (bandiera)        | C     | Julián Quiñones        |
| 34 | Brasile (bandiera)        | C     | Gabriel Carvalho       |
| 39 | Arabia Saudita (bandiera) | C     | Abdulrahman Al-Dawsari |
| 40 | Arabia Saudita (bandiera) | C     | Ibrahim Mahnashi       |
| 50 | Arabia Saudita (bandiera) | D     | Mohammed Al-Shanqiti   |
| 66 | Arabia Saudita (bandiera) | A     | Abdulaziz Al-Othman    |
| 87 | Arabia Saudita (bandiera) | C     | Qassem Lajami          |
| 88 | Spagna (bandiera)         | C     | Cameron Puertas        |

### Staff tecnico
- Míchel - Allenatore
- Juan Carlos Mandiá - Vice allenatore
- Adrián González - Vice allenatore
- Monchi - Allenatore dei portieri
- Quique Sanz - Allenatore condizione
- Noureddine Rejab - Preparatore atletico
- Hamza Missaoui - Preparatore atletico
- Dominic Mahoney - Capo Match Analyst
- Miguel Ángel García - Match Analyst
- Jesus David Arco - Preparatore recupero infortunati
- Simone Fornari - Performance Manager

## Palmarès

### Competizioni nazionali
- Coppa della Corona del Principe saudita: 1

1992
- Coppa Principe Faysal Bin Fahd: 1

1993-1994
- Saudi First Division: 4

2001–2002, 2008–2009, 2014-2015, 2023-2024

### Competizioni internazionali
- Coppa delle Coppe dell'AFC: 1

1993-1994

### Altri piazzamenti
- Campionato saudita:

Terzo posto: 1980-1981, 2002-2003
- Coppa della Corona del Principe saudita:

Finalista: 2004-2005
- Coppa del Re dei Campioni:

Finalista: 2024-2025